# Emma Vuitton
Emma Vuitton (15 de octubre de 2003) es una deportista francesa que compite en piragüismo en la modalidad de eslalon.
Ganó tres medallas en el Campeonato Europeo de Piragüismo en Eslalon entre los años 2022 y 2025. En los Juegos Europeos de Cracovia 2023 consiguió una medalla de oro en la prueba de K1 por equipos.

## Palmarés internacional
| Juegos Europeos    | Juegos Europeos                | Juegos Europeos  | Juegos Europeos |
| Año                | Lugar                          | Medalla          | Competición     |
| ------------------ | ------------------------------ | ---------------- | --------------- |
| 2023               | Cracovia (Polonia)             | Medalla de oro   | K1 por equipos  |
| Campeonato Europeo |                                |                  |                 |
| Año                | Lugar                          | Medalla          | Competición     |
| 2022               | Liptovský Mikuláš (Eslovaquia) | Medalla de oro   | K1 por equipos  |
| 2024               | Tacen (Eslovenia)              | Medalla de plata | K1 por equipos  |
| 2025               | Vaires-sur-Marne (Francia)     | Medalla de plata | K1 cross        |